# Hu Chunhua
Hu Chunhua (xinès: 胡春华) (Wufeng 1963 -), polític xinès, membre del Politburó del Partit Comunista de la Xina (2017-) i vice-primer ministre del Govern xinès (2018-).

## Biografia
Hu Chunhua va néixer l'abril de 1963 en el si d'una família rural pobre a Wufeng, província xinesa de Hubei. Va començar el seu primer treball a l'agost de 1983 i es va unir al Partit Comunista de la Xina l'abril de 1983. Es va graduar en el Departament de Llengua i Literatura Xineses, a la Universitat de Pequín, on va completar un programa de postgrau. A l'Escola Central del Partit va fer un master en economia mundial (1996-1999). Va passar els seus primers anys al Tibet on va aprendre la llengua tibetana i a on també si va casar.
Pels mitjans de comunicació se'l coneix com a "Xiao Hu" (Petit Hu) per diferenciar-lo de Hu Jintao a qui va conèixer en la seva etapa al Tibet i que va ser un dels seus mentors polítics.

### Càrrecs ocupats
Durant la seva primera estada al Tibet, que va durar 14 anys (1983-1997), va ocupar el càrrec de secretari del departament d'Organització de la província, abans d'ocupar els dos llocs a la Lliga de la Joventut Comunista, del qual va ser secretari de 1992 a 1995, i en la jerarquia territorial com a número 2 de la prefectura de Linzhi, després número 1 a Shannan, que va deixar el 1997, als 34 anys.
Del 1997 a 2001 va ser vicepresident de la Lliga Juvenil i el 2001 va tornar a la Regió Autònoma del Tibet on va ocupar diferents càrrecs fins a ser-ne el President (2005-2006), el 2008 va passar a la província de Hebei com a Governador, i el 2009 a Regió Autònoma de Inner Mongolia.
Des del 18è Congrés Nacional del Partit Comunista Xinès es membre del Comité Central del Politburó i des de 2018 tercer vice-primer ministre del Govern xinès.
Part de la seva activitat política la centrat en programes per la lluita contra la pobresa. i la vigorització de les zones rurals.